# Klingenthal (Basso Reno)
Klingenthal è un villaggio francese situato nei comuni alsaziani di Bœrsch e Ottrott nel dipartimento del Basso Reno nella regione del Grand Est.
Il paese è compresa tra Boersch e Ottrott, a sette chilometri dalla città di Obernai.

## Geografica fisica
Ai piedi del Mont Sainte-Odile (764 m s.l.m), Klingenthal si estende per quasi 2 km lungo il torrente Ehn, in una valle ripida e boscosa ai piedi dei Vosgi ai margini del vigneto alsaziano (Strada dei vini d’Alsazia a 2 km). Il centro del villaggio dista 4 km dal centro di Bœrsch, 2 km da Ottrott, 7 km da Obernai e 35 km a sud-ovest di Strasburgo. Si trova anche sulla strada che collega Strasburgo a Champ du Feu (18 km), l'unica stazione sciistica del Basso Reno e la più vicina alla capitale alsaziana.

## Monumenti e luoghi d'interesse
Klingenthal è nota per la sua vecchia manifattura di armi bianchi fondata sotto Luigi XV nel 1730 e attiva fino al 1962. 
La Casa della manifattura di armi bianche di Klingenthal presenta i mestieri dell'arma bianca (forgia, affilatura, levigatura, incisione) nonché una collezione di sciabole, spade, corazze e strumenti. La forgia del museo funziona la prima domenica di ogni mese per dimostrazioni pubbliche.